# Steve Fatupua-Lecaill
Steve Fatupua-Lecaill (ur. 21 stycznia 1976 w Papeete, zm. 27 września 2003 w Polinezji Francuskiej) – piłkarz z Tahiti grający na pozycji obrońcy, reprezentant swojego kraju w piłce nożnej.
Zmarł w wieku 27 lat w wyniku popełnienia samobójstwa.